# Liste der Nummer-eins-Hits in Finnland (1996)
Diese Liste enthält alle Nummer-eins-Hits in Finnland im Jahr 1996. Es gab in diesem Jahr 17 Nummer-eins-Singles und zwölf Nummer-eins-Alben.
| Singles | Alben |
| --- | --- |
| - Coolio feat. L. V. – Gangsta’s Paradise - 9 Wochen (4. November 1995 – 12. Januar 1996) - George Michael – Jesus to a Child - 3 Wochen (13. Januar – 2. Februar) - Babylon Zoo – Spaceman - 5 Wochen (3. Februar – 8. März) - Dr. Alban – Born in Africa - 1 Woche (9. März – 15. März) - XL5 – Kaunis peto - 2 Wochen (16. März – 29. März) - The Prodigy – Firestarter - 5 Wochen (30. März – 3. Mai) - Robert Miles – Children - 3 Wochen (4. Mai – 24. Mai) - Metallica – Until It Sleeps - 4 Wochen (25. Mai – 21. Juni) - Adam Clayton & Larry Mullen – Theme from Mission: Impossible - 1 Woche (22. Juni – 28. Juni) - Los del Río – Macarena - 1 Woche (29. Juni – 5. Juli) - The Fugees – Killing Me Softly - 7 Wochen (6. Juli – 23. August) - Suede – Trash - 2 Wochen (24. August – 6. September) - Spice Girls – Wannabe - 1 Woche (7. September – 13. September) - Faithless – Insomnia - 6 Wochen (14. September – 25. Oktober, insgesamt 8 Wochen) - Spice Girls – Say You’ll Be There - 1 Woche (26. Oktober – 1. November) - Faithless – Insomnia - 2 Wochen (2. November – 15. November, insgesamt 8 Wochen) - The Prodigy – Breathe - 4 Wochen (16. November – 13. Dezember, insgesamt 8 Wochen; siehe 1997) - Apulanta – Anna mulle piiskaa - 4 Wochen (14. Dezember 1996 – 17. Januar 1997) | - Madonna – Something to Remember - 9 Wochen (25. November 1995 – 2. Februar 1996) - Aikakone – Tähtikaaren taa - 1 Woche (3. Februar – 9. Februar) - Jari Sillanpää – Jari Sillanpää - 3 Wochen (10. Februar – 1. März) - 4r – Mood - 1 Woche (2. März – 8. März) - Sting – Mercury Falling - 4 Wochen (9. März – 5. April) - J. Karjalainen – Electric Sauna - 9 Wochen (6. April – 7. Juni) - Metallica – Load - 6 Wochen (8. Juni – 19. Juli) - Mr. President – We See the Same Sun - 4 Wochen (20. Juli – 16. August) - Alanis Morissette – Jagged Little Pill - 4 Wochen (17. August – 13. September) - R.E.M. – New Adventures in Hi-Fi - 3 Wochen (14. September – 4. Oktober) - Eppu Normaali – Repullinen hittejä - 3 Wochen (5. Oktober – 25. Oktober, insgesamt 11 Wochen) - Aikakone – Toiseen maailmaan - 1 Woche (26. Oktober – 1. November) - Eppu Normaali – Repullinen hittejä - 8 Wochen (2. November 1996 – 3. Januar 1997, insgesamt 11 Wochen) |